# Synthymia prieta
Synthymia prieta är en fjärilsart som beskrevs av Ribbe 1912. Synthymia prieta ingår i släktet Synthymia och familjen nattflyn. Inga underarter finns listade i Catalogue of Life.